# Klaas Schilder
Klaas Schilder (Kampen, 19 december 1890 – aldaar, 23 maart 1952) was een Nederlandse theoloog en hoogleraar in de Gereformeerde Kerken in Nederland. Zijn afzetting als hoogleraar in 1944 leidde tot het ontstaan van de Gereformeerde Kerken vrijgemaakt, waar hij tot aan zijn overlijden de leidende theoloog was. Schilder heeft in bredere zin veel invloed gehad door zijn eschatologische werken Wat is de hemel en Wat is de hel en vooral ook door zijn driedelige werk Christus in zijn lijden.

## Jeugd en opleiding
Klaas Schilder werd geboren in Kampen in een eenvoudig Nederlands-hervormd gezin. Zijn vader, Johannes Schilder (1860-1896), was sigarenmaker en overleed in 1896. Moeder Schilder, Grietje Leijdekker (1854-1926), ging kort daarna met haar gezin over naar de Gereformeerde Kerk. Kampen was destijds een bolwerk van gereformeerd belijden. Ds. Jan Bavinck, een man uit de lijn van de Afscheiding en vader van de dogmaticus Herman Bavinck, alsmede de bekende Gerard Wisse waren aan Kampen als predikant verbonden. 
In Kampen was ook de Theologische School uit de afgescheiden traditie. Na het doorlopen van het Gereformeerd Gymnasium in Kampen volgde Schilder hier in de periode 1909-1914 de studie theologie. Hij ontving colleges van de hoogleraren M. Noordtzij, L. Lindeboom, dr. H. Bouwman en dr. A.G. Honig. Noordtzij besteedde aandacht aan de Schriftkritiek (bronnentheorie en bronnensplitsing) van het Oude Testament. Hij stelde daartegenover de leer van de organische inspiratie en het belang van een gedegen exegese, die recht tracht te doen aan de bedoeling van de auteur.
Ook Lindeboom koos positie tegen de historisch-kritische methode op het terrein van het Nieuwe Testament. Lindeboom deelde veel opvattingen van Kuyper niet en was een warm pleitbezorger van de beginselen van de Afscheiding van 1834. A.G. Honig probeerde de dogmatische lijnen van Bavinck en Kuyper door te trekken en waar mogelijk te verzoenen. Bouwman doceerde kerkgeschiedenis en kerkrecht. Hij stond bekend als een gemoedelijk en bevindelijk man. Ten slotte was daar nog T. Hoekstra, die ambtelijke vakken doceerde. Hij bracht Schilder onder meer de predikkunde bij. In 1914 studeerde Schilder cum laude af.
In zijn laatste studiejaar trouwde hij met de tien jaar oudere Anna Johanna Walter (1881-1977), met wie hij vier kinderen kreeg.

### Geloofscrisis
Tijdens zijn studie maakte Schilder een diepe geloofscrisis door. Hij verdiepte zich in de wijsbegeerte van Fichte, Schelling en Hegel, Nietzsche en Kierkegaard. Ook de Nederlandse filosoof Gerard Bolland was voor hem geen onbekende. Over zijn geestelijke worsteling schrijft zijn biograaf: 
"Terwijl de drang naar schoonheid, wijsheid en wetenschap bezit van hem nam, werden de raadselen van het bestaan al groter. De hoogten en diepten van de menselijke geest vol zonde en schuld, wanhoop en eenzaamheid tekenden zich voor hem af en grepen hem aan. Zijn eigen geloofszekerheid is tot op de fundamenten geschokt geweest"

Schilder wist echter aan deze worsteling te ontkomen. Zijn biograaf schreef: 
"Voor God heeft hij leren buigen en naar Diens openbaring heeft hij het leven weten te normeren. Dat is voor zijn verdere levensgang kenmerkend gebleven."
Bij zijn zoektocht is de Kamper predikant Gerard Wisse van doorslaggevende betekenis geweest. Van hem erfde Schilder zijn belangstelling voor apologetiek en wijsbegeerte. In 1920 sprak hij deze dankbaarheid publiekelijk uit, hoewel hij de stap die Wisse deed (verlaten van de Gereformeerde Kerk) scherp veroordeelde.

## Heilshistorische exegese
In Rotterdam zorgde Klaas Schilder voor volle kerken, hoewel hij bekend stond om zijn lange diensten, van minstens twee uur.  Hij werd in 1914 predikant, en diende achtereenvolgens te Ambt-Vollenhove, Vlaardingen, Gorinchem, Delft, Oegstgeest (waar hij Jan Wolkers doopte) en 1928 in Rotterdam-Delfshaven. Aan het einde van de jaren dertig komt Schilder met kritiek op de exemplarische preekmethode over historische teksten uit de Bijbel. Mensen die in de Bijbelse geschiedenis een rol spelen, worden tot voorbeelden (exempels) voor de gelovigen van nu gemaakt. De Schrift wordt gepreekt alsof deze louter uit losse voorbeeldverhalen bestaat. Schilder bestrijdt deze benadering, en  vraagt aandacht voor de heilshistorische exegese van de Schrift. Volgens Schilder werkt God in de geschiedenis van deze wereld verlossend in; dat is de heilsgeschiedenis. In de tweede plaats benadrukt hij dat deze geschiedenis een eenheid vormt. Gods Raad staat daarachter; deze is een eenheid en wordt in de geschiedenis uitgewerkt. In de derde plaats is voor Schilder bepalend, dat er sprake is van voortgang in de heilsgeschiedenis. Door de tijd heen komt God met zijn eeuwige plan. Op deze wijze is voor Schilder de Schrift geen verzameling losse geschiedenissen, maar een eenheid, de ene al maar voortschrijdende geschiedenis van God met zijn volk.

## Promotie en controverse
Na zijn Rotterdamse periode promoveerde hij in 1933 summa cum laude aan de universiteit van Erlangen in Duitsland op het proefschrift Zur Begriffsgeschichte des Paradoxon. In datzelfde jaar werd hij hoogleraar theologie in Kampen. 
In deze jaren werd Schilder een van de leiders van een beweging binnen de Gereformeerde Kerken, aangeduid als de Reformatorische Beweging. De leidslieden van deze beweging - behalve Schilder waren dit D.H.Th. Vollenhoven, H. Dooyeweerd en A. Janse - riepen op tot een terugkeer van de scholastieke theologie tot een meer Schriftuurlijke theologie, binnen het kader van de gereformeerde belijdenisgeschriften. Op grond daarvan meenden zij bepaalde leerstellingen van met name dr. Abraham Kuyper te moeten bestrijden. Schilder richtte zijn pijlen onder andere op diens kerkleer; hij bestreed de gedachte dat meerdere kerken in meer of mindere mate waar konden zijn.  Zijn opvattingen hieromtrent leidden tot grote controverse binnen de Gereformeerde Kerken, ook door de scherpte van de Schilders polemiek. 
Schilder was tevens fel gekant tegen de leer van de Zwitserse theoloog Karl Barth. De positie van Schilder en de overige voormannen van de Reformatorische Beweging binnen de Gereformeerde Kerken werd steeds moeilijker.

## Tweede Wereldoorlog
In 1936 sprak Schilder zich in "Geen duimbreed" in niet mis te verstane bewoordingen uit tegen de NSB en het fascisme. Hij stelde dat een christen geen lid zou mogen zijn van een fascistische beweging zoals de NSB.
Met name aan het begin van de Tweede Wereldoorlog heeft Schilder zich verzet tegen de Duitse bezetter: hij bestreed het optreden van de bezetter op grond van het Landoorlogreglement en keerde zich bovendien tegen de NSB. In de eerste maanden van de oorlog trok Schilder in het blad De Reformatie fel van leer tegen het nazisme. In de tweede helft van 1940 werd hij vijftien weken gevangen gezet. Op 6 december 1940 werd hij vrijgelaten op basis van de belofte dat hij gedurende de rest van de oorlog de pen niet meer hanteerde. Schilder hield zich aan deze belofte. Gedurende een deel van de oorlog zat hij ondergedoken.
In de eerste jaren na de oorlog werd Schilder geprezen als verzetsheld. Volgens hoogleraar George Harinck "was deze propagandaoorlog die na de bevrijding uitbrak niet los te zien van Schilders afzetting als hoogleraar en predikant van de Gereformeerde Kerken in augustus 1944". Hij ontving in 1982 postuum het Verzetsherdenkingskruis.
In de latere jaren werd het scherpe beeld van Schilder als verzetsheld diffuser. Onder andere Loe de Jong vroeg zich af waarom Schilder zich aan het schrijfverbod van de Duitsers had gehouden. Harinck constateerde: "de voorlopige eindbalans van Schilder in het eerste oorlogsjaar luidde dat hij in 1940 het recht van de Nederlandse overheid en haar burgers op een onvergetelijke wijze had verdedigd. Maar toen de Duitsers het recht aan hun laars bleken te lappen en het nihilistisch karakter van het nationaalsocialisme in Nederland zich openbaarde, had Schilder niet een volgende stap gezet. Een oproep tot en steun aan het illegaal verzet is tijdens de Duitse bezetting van hem niet uitgegaan. En vooral dat feit heeft zich in de herinnering genesteld".

## Vrijmaking
In 1944 kwam Schilder door zijn theologische opvattingen en persoonlijke optreden buiten de Gereformeerde Kerken. Daarbij kwam dat hij zich niet goed ter synode kon verweren, omdat hij ondergedoken zat. Verzoeken van alle kanten om de beslechting van het geschil uit te stellen tot na de bevrijding mochten niet baten. Mede door zijn toedoen zijn de Gereformeerde Kerken vrijgemaakt ontstaan. Nadat hij, evenals zijn geestverwant, dr. S Greydanus, was afgezet als hoogleraar aan de TU Kampen, 'dook' hij even 'op' om op 11 augustus 1944 in de Lutherse Burgwalkerk in Den Haag de 'Acte van Vrijmaking of Wederkeer' voor te lezen, waarmee de kerkelijke breuk een feit was. 
In de jaren na 1944 bleef hij strijden tegen de doop- en verbondsopvattingen van de Gereformeerde Kerken in Nederland. In deze tijd kwam zijn vierdelige verklaring op de Heidelbergse Catechismus gereed. Ook publiceerde hij over de relatie tussen christendom en cultuur. Schilder probeerde sturend op te treden binnen de nieuw gevormde Gereformeerde Kerken vrijgemaakt. Hij probeerde diegenen af te remmen die vanuit de gedachte aan deze kerkgemeenschap als de enige legitieme meenden dat vrijgemaakten op alle gebieden eigen organisaties moesten oprichten. Hij riep hen op tot bezinning en ruimte te geven aan kritische geesten. Schilders vaak herhaalde oproep mocht niet baten; de polarisatie binnen de vrijgemaakte kerkgemeenschap nam hand over hand toe.

## Overlijden
Schilder was zeer polemisch ingesteld en had een complexe karakterstructuur ("Wie niet polemiseert, is niet bekeerd", is een kenmerkende uitspraak van hem). Hij overleed op 61-jarige leeftijd aan een hartstilstand, op de dag af acht jaar nadat hij geschorst was als hoogleraar aan de Theologische Hogeschool in Kampen. Zijn weduwe overleefde hem 25 jaar en overleed in 1977 op 96-jarige leeftijd.

## Publicaties
- Wat is de hemel?
- Wat is de hel? - Kampen 1932
- Heidelbergsche Catechismus (eerste deel) - Goes 1939
- Christus aan den ingang van zijn lijden - Kampen
- Christus in de doorgang van zijn lijden - Kampen
- Christus bij den uitgang van zijn lijden - Kampen
- Licht in den Rook
- "Ons aller moeder" Anno Domini 1935
- Geen Duimbreed - Kampen 1936
- De dogmatische betekenis der Afscheiding - Kampen 1934
- Christelijke Religie (over de Nederlandse geloofsbelijdenis) 1936-1949
- Christus en Cultuur - Franeker 1948

Alle gedrukte monografieën van Schilder zijn gedigitaliseerd. Ze staan op de Digitale Bibliotheek voor de Nederlandse Letteren.
- Bibliothèque nationale de France: cb13531425r (data)
- Biografisch Portaal: 37166126
- Digitale Bibliotheek voor de Nederlandse Letteren: schi008
- Gemeinsame Normdatei: 118949225
- International Standard Name Identifier: 0000 0000 8148 9733
- Library of Congress Control Number: n91128145
- Nederlandse Thesaurus van Auteursnamen: 069527911
- Istituto Centrale per il Catalogo Unico: UBOV458803
- Système universitaire de documentation: 067047718
- Virtual International Authority File: 69090928
- WorldCat: E39PBJyxcDRKVh6BjPbvqTPhHC